# Schronisko Drugie
Schronisko Drugie – schronisko w Wielkiej Skale w Wąwozie Podskalańskim na Wyżynie Olkuskiej będącej częścią Wyżyny Krakowsko-Częstochowskiej. Znajduje się w północno-wschodniej części wsi Tomaszowice w województwie małopolskim, w powiecie krakowskim, w gminie Wielka Wieś.

## Opis obiektu
Jest to rura skalna mająca wylot na wysokości około 1,5 m w płytkiej nyży na południowo-zachodniej ścianie Wielkiej Skały. Jest pozostałością po zniszczonym kanale krasowym. Świadczą o tym spowodowane przez wodę rozmycia na ścianach rury. Brak nacieków. Dno rury jest skaliste z niewielką ilością gleby, namulisko nyży składa się z gruzu, gliny i próchnicy. Rura i nyża są w całości oświetlone światłem słonecznym (w rurze rozproszonym). Obiekt nie posiada własnego mikroklimatu. W rurze brak roślin, zwierząt nie obserwowano.
Schronisko jest znane od dawna, ale z powodu małych rozmiarów i małej atrakcyjności nie było w literaturze opisywane. Po raz pierwszy zmierzył go opisał go Adam Polonius we wrześniu 2015 roku.
W tej samej skale, nieco wyżej znajduje się schronisko Okap z Rurą.

## Jaskinie i schroniska w Wąwozie Podskalańskim
- Jaskinia Borsucza,
- Lisia Jama,
- Okap z Rurą,
- Schronisko Drugie,
- Schronisko pod Kamieniami w Szczelinie,
- Schronisko Wilczy Skok[3].

Tuż obok Schroniska Drugiego biegnie czarno znakowany szlak rowerowy.

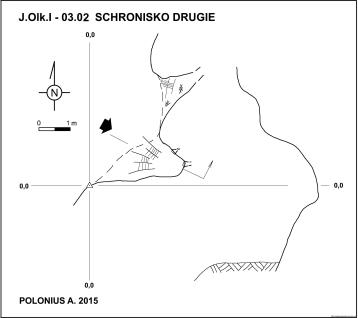
Plan